# Wer ist Jude?
Die Frage Wer ist Jude? (hebräisch מִיהוּ יְהוּדֵי mīhū jəhūdī) wird im Judentum seit seinen Anfängen immer wieder diskutiert und verschieden beantwortet. Nach der etwa seit dem Jahr 200 gültigen Halacha, dem jüdischen Recht, ist Jude oder Jüdin,
- wer von einer Jüdin geboren wurde (Matrilinearität), unabhängig davon, ob der Vater ebenfalls Jude war oder ist;
- wer als gebürtiger Nichtjude zum Judentum übergetreten ist (Konversion, hebr. Gijjur).

Die beiden Kriterien entsprechen dem Doppelcharakter des Judentums als Volk, in das man geboren wird, und als Glaubensgemeinschaft, der man beitreten kann. Alle geborenen oder übergetretenen Juden gehören nach der Halacha ganz zu diesem Volk, unabhängig von sonstigen Unterschieden.
Alle jüdischen Richtungen erkennen die halachische Definition im Grundsatz an. Weil das Judentum kein zentrales Lehramt kennt, vollziehen sie Übertritte zum Judentum nach verschiedenen Regeln. Im orthodoxen und konservativen Judentum müssen Proselyten, die keine jüdische Mutter haben, nach der Halacha übertreten, und ein Rabbinatsgericht (Beth Din) muss den Übertritt anerkennen. Dann sind sie vollgültige Juden. Liberale oder progressive Rabbiner nehmen auch Personen auf, die einen jüdischen Vater, aber keine jüdische Mutter haben (sogenannte Vaterjuden), sofern sie jüdisch erzogen werden. Manche Menschen verstehen sich auch ohne Abstammungsnachweis oder geregelten Übertritt als zugehörig zur jüdischen Kultur, etwa, weil sie oder Angehörige Judenverfolgung erlitten haben.
In der Neuzeit verstanden Teile der Jüdischen Diaspora sich nur noch als religiöse Konfession. Im Zionismus dagegen galten auch nichtreligiöse Juden als Angehörige einer ethnisch-nationalen Gemeinschaft.
Seit Gründung des Staates Israel 1948 verstehen sich die meisten Diasporajuden aller Richtungen wieder als Angehörige des jüdischen Volkes und betonen ihre Verbundenheit mit diesem Staat. In Israel wird die Frage mihu jehudi im Zusammenhang mit Rechtsfragen zur Staatsangehörigkeit, zum Rückkehrgesetz und Eherecht seit 1950 oft diskutiert.

## Bibel
Die Erzelternerzählungen und Genealogien der Tora überliefern eine lange Kette von Vater-Sohn-Erbschaften als Garanten des Fortbestands der Zwölf Stämme Israels. Unter König Joschija (~638–608 v. Chr.) wurde wahrscheinlich ein Teil der Tora schriftlich fixiert und kanonisiert. So konnte sie das Judentum nach dem Verlust seines Landes, Königtums und des ersten Jerusalemer Tempels (587 v. Chr.) als normative Heilige Schrift zusammenhalten.:15f. Ihre Genealogien folgen wie alle damaligen Völker des Mittelmeerraums dem Prinzip der Patrilinearität: Danach erbte der jeweils erste Sohn eines Israeliten dessen Familiennamen, Ämter und Besitz. Er gehörte dann mitsamt seiner Sippe zum selben Stamm wie seine Vorväter. Auch weil die Vaterschaft eines Israeliten nicht sicher nachweisbar war, fordert die Tora streng die Einehe.:22
Im babylonischen Exil wurden spezifische Gebote wie Beschneidung, Schabbat und Speisevorschriften besonders betont und profiliert, um die Zugehörigkeit zum Judentum zu sichern und die jüdische Minderheit vor Assimilation zu schützen. So entstand eine von Land, Staat und Tempel unabhängige jüdische Kultur. Im Jahr 440 v. Chr. verlasen die aus dem Exil entlassenen Staatsbeamten Esra und Nehemia die ganze Tora vor der versammelten Bevölkerung Jerusalems: Damit begann die Tradition der Schreiber und Schriftgelehrten im Judentum, die die Bibeltexte überlieferten, allgemeinverständlich auslegten und so für alle Juden zugänglich und interpretierbar machten.
In der Begegnung mit dem Hellenismus begann die jüdische Diaspora sich allmählich vom rein patrilinearen Abstammungsprinzip abzukehren. Dieser Wandel unterschied sie von der patrilinearen Entwicklung ihrer ganzen antiken Umwelt.:15f. und 23–25
Esra und seine Mitstreiter stellten nach ihrer Rückkehr aus dem Exil fest, dass viele im Land gebliebene Israeliten, vor allem deren Priester, Leviten und Beamten, „fremde Frauen“ geheiratet hatten (Esr 10,10 ). In der patrilinearen Tradition gehörten deren Ehefrauen und gemeinsamen Kinder durch die Heirat automatisch zum Judentum; eine jüdische Identität war bei Frauen unwichtig. Die vom Exil geprägten Priester sahen in den Frauen aus anderen Kulturen jedoch einen potentiellen Gefahrenherd für das Fortleben des Gottesvolks. Darum folgte Esra laut Esr 10,2-4  dem Vorschlag des Priesters Schechanja, alle jüdischen Männer von nichtjüdischen Ehefrauen und gemeinsam gezeugten Kindern zu trennen und letztere wegzuschicken. Die Exilheimkehrer wollten damit eine jüdische Abstammung der Ehefrauen gewährleisten, ohne das männliche Erbrecht der Tora aufzugeben.
Der Trennungsbeschluss markierte einen wichtigen Schritt dahin, die Herkunft der Mutter für die jüdische Identität stärker zu beachten. Dies führte später in der rabbinischen Tradition zur matrilinearen Abstammungsregel. Die Ausgrenzung nichtjüdischer Frauen blieb im Judentum jedoch umstritten, wie das in persischer oder frühhellenistischer Zeit entstandene Buch Rut zeigt: Auch eine Ausländerin konnte ohne Kenntnis jüdischer Toragebote dem Gott Israels dienen und den Fortbestand des Judentums gewährleisten.:27f.

## Rabbinisches Judentum
Die Tora-Auslegung der Rabbinen wurde in der Mischna gesammelt. Im Mischnatraktat Kidduschin 3,12 zum Eherecht heißt es:

„In jedem Falle, wo die Antrauung gültig ist und dabei keine Sünde begangen wird, folgt das Kind dem Manne. […] In jedem Falle, wo die Antrauung gültig ist und dabei eine Sünde begangen wird, folgt das Kind dem Bemakelten […] In jedem Falle, wo ihre Antrauung mit diesem nichtig ist, mit einem anderen aber gültig sein würde, ist das Kind ein Hurenkind. […] In jedem Falle, wo ihre Antrauung mit diesem nichtig ist und auch mit einem anderen nichtig sein würde, gleicht das Kind ihr; dies ist der Fall beim Kinde einer Sklavin oder einer Nichtjüdin.“

Der Traktat ordnet also Kinder einer ungültigen Ehe mit einer Nichtjüdin der Mutter zu. In der Gemara, dem Kommentarteil des Talmud, schlossen die Rabbinen daraus, dass dann auch Kinder jüdischer Mütter immer Juden seien. Dies versuchten sie mit der Tora zu begründen. Schimon ben Jochai, ein Hauptvertreter der Tannaim, berief sich dazu um 150 auf Dtn 7,3f. : Vers 3 verbietet israelitischen Vätern, ihre Tochter oder ihren Sohn mit Fremden aus Nachbarvölkern Israels zu verheiraten. Vers 4 nennt als Grund: „…denn er würde deinen Sohn davon abbringen, mir zu folgen, um anderen Göttern zu dienen“. Von einer „Sie“ oder einem Plural, die nach Vers 3 zu erwarten wären, ist hier keine Rede. Schimon interpretierte: „Er“ (3. Person Singular) beziehe sich auf einen nichtjüdischen Schwiegersohn, „deinen Sohn“ auf dessen Sohn, also den Enkel des angeredeten Vaters und das Kind der jüdischen Tochter. Nur bei Ehen jüdischer Töchter mit nichtjüdischen Männern bestehe somit die Gefahr des Abbringens von JHWH, nicht bei Ehen jüdischer Söhne mit Nichtjüdinnen: Deren gemeinsame Kinder seien ohnehin keine Juden. Demnach verkündete Schimon dem jüdischen Vater: „Dein Sohn, der von einer Israelitin geboren wurde, wird ‚dein Sohn‘ genannt, aber dein Sohn, der von einer Götzendienerin geboren wurde, wird nicht ‚dein Sohn‘ genannt: es ist ihr Sohn“. In der Mischna wurde daraus die Formel „dein Sohn ist nicht dein Sohn, wenn seine Mutter nicht Jüdin ist.“ So ordneten die Rabbinen die Beziehung vom Vater zum Sohn der Zugehörigkeit der Mutter zum Judentum unter.
Für diesen Wandel zur Matrilinearität werden mehrere mögliche Ursachen erwogen: Die Rabbinen nahmen wohl einen stärkeren Einfluss der Mutter auf die Erziehung des Kindes an als beim Vater und berücksichtigten, dass die Vaterschaft schwerer zu bestimmen war. Der Grundsatz Mater semper certa est im römischen Recht ähnelt der Matrilinearität, dieses löste die rabbinische Umstellung darauf aber nicht aus, denn laut jüdischen Papyri, dem Historiker Flavius Josephus und der Apostelgeschichte des Lukas war die patrilineare Abstammung im 1. Jahrhundert noch geltendes jüdisches Recht.
Doch nach den Niederlagen im Jüdischen Krieg (66–70) und im Bar-Kochba-Aufstand (132–136) galten Kinder jüdischer Frauen, die von Römern vergewaltigt worden waren, als Juden. Die matrilineare Abstammungsregel sollte also in der damaligen Situation (nach Kriegsniederlage, Tempel- und Landverlust) auch eine drohende demografische Katastrophe im Judentum verhindern. Widerspruch anderer Rabbinen gegen diese Umstellung wurde bis zur Fertigstellung der Mischna (um 200) abgewiesen.
Auf dieser Basis legte die Halacha fest: Jude ist, wer als Kind einer jüdischen Mutter geboren wurde oder nach den Regeln der Halacha zum Judentum konvertiert ist. Nach dieser Definition bleiben auch Kinder jüdischer Mütter Juden, die christlich getauft wurden oder sich als Erwachsene vom Judentum distanzierten. Die rabbinische Halacha kennt keine Möglichkeit, aus dem Judentum auszutreten.
Im jüdischen Familien- und Erbrecht hielt sich auch nach 200 die Zugehörigkeit zum Vater. So heißt es im Babylonischen Talmud explizit: „Die Familie des Vaters wird als die Familie des Kindes angesehen, die Familie der Mutter nicht.“ Das Judentum unterschied also fortan regulär die Abstammungslinie von den Verwandtschaftsverhältnissen, anders als die griechisch-römische und christliche Tradition. Hauptgründe dafür waren die Staatenlosigkeit der jüdischen Diaspora sowie die Abgrenzung vom entstehenden Christentum.:31
Nach der Tora führen sich die Kohanim auf den Stammvater Aaron, die Leviten auf Levi zurück. Beide vererben ihre Ämter weiter über die Väterlinie. Auch die Zugehörigkeit zu den späteren europäischen Aschkenasim und orientalischen Sephardim orientiert sich am Vater.:20f.

## Karäer
Die im 7./8. Jahrhundert aus dem Judentum entstandene Gruppe der Karäer lässt nur den Tanach als Heilige Schrift gelten und lehnt die rabbinische Tora-Auslegung (Mischna und Talmud) ab. Im Byzantinischen Reich (395–1453) waren die Karäer als Gruppe des Judentums mit eigenem Religionsrecht anerkannt.
Für die karäische Halacha galten nur die Menschen als rechtgläubige Juden, die einen jüdischen Vater und eine jüdische Mutter haben. Das karäische Eherecht verbot streng Ehen zwischen Karäern und Andersgläubigen. Darum betrachteten frühneuzeitliche Rabbiner wie Moses Isserles die Karäer ihrerseits nicht als Juden. Später erkannten sich Karäer und rabbinische Juden regional gegenseitig als Juden an. Wie im Tanach, so herrscht bei den Karäern die patrilineare Abstammungstradition vor. Jedoch legten sie diese nicht als einzig mögliche fest.
In Israel gelten die Karäer als Teil des Judentums, nicht aber als eigene Religionsgemeinschaft. Nach einem Urteil des Obersten Gerichts von 1980 sind die Karäer sowohl nach eigener wie nach rabbinischer Ansicht Juden, genießen in Israel volle Gewissens- und Kultusfreiheit und können ihre Gebräuche auf freiwilliger Basis ohne äußere Eingriffe einhalten.

## Haskala und Jüdische Emanzipation
Ab 1770 eröffnete die Haskala (jüdische Aufklärung), später die Jüdische Emanzipation Juden neue Lebensentwürfe und Chancen in den bürgerlichen Gesellschaften Europas. Die Akkulturation und Assimilation jüdischer Minderheiten relativierte ihre Bindung an die Halacha und die Autorität der Rabbiner. Mit der Einführung der Zivilehe nahmen Ehen zwischen Juden und Nichtjuden zu, so dass die Frage „Wer ist Jude“ neue Antworten verlangte. 1806 konfrontierte eine Delegation Napoleons rund 100 Vertreter des Judentums mit den Fragen, ob die Halacha Juden Ehen mit Christen erlaube, ob sie Frankreich als ihr Vaterland und die Staatsgesetze als verbindlich anerkennen konnten. Den Militärdienst mussten sie bereits leisten. Im Ergebnis einigten sich die traditionellen mit den reformbereiten Juden (Maskilim) darauf, Juden Ehen mit Nichtjuden nur zivil (staatlich) zu erlauben, ohne diese religiös als gültig anzuerkennen. 1807 bestätigten sie die Pflicht, die Staatsgesetze zu befolgen, verboten Juden aber weiter interreligiöse Ehen und verzichteten nur darauf, mit Nichtjuden verheiratete Juden aus ihren Gemeinden auszuschließen.
Die europäischen Nationalstaaten machten das Judentum zu einer Konfession von „Bürgern mosaischen Glaubens“. Man erwartete von diesen, das Konzept eines jüdischen Volkes und ihre eigenständigen Strukturen am Rand der Gesellschaft zugunsten ihrer Integration in den säkularen und nationalen Staat aufzugeben. Zugleich nötigte der aufkommende Antisemitismus die jüdischen Minderheiten ständig, diese Aufgabe zu beweisen. Das nun entstehende liberale Judentum historisierte die Halacha und verlagerte traditionelle Auslegungsfragen auf Fragen der nationalen und kulturellen Identität. So entstanden bis 1900 im Judentum vielfältige mögliche Antworten auf die Frage „Wer ist Jude“. Dabei hielten alle Hauptrichtungen des Judentums am Kriterium der Matrilinearität für Judesein und an Vorbehalten gegen interreligiöse Ehen fest, auch das vor allem im englischsprachigen Raum beheimatete Reformjudentum.
1983 erklärte die Central Conference of American Rabbis (CCAR), Kinder eines jüdischen Elternteils, gleich ob Vater oder Mutter, seien Juden; dem folgte das liberale Judentum in Großbritannien. Zugehörige Reformrabbiner dürfen seitdem auch Juden mit Nichtjuden trauen, einige auch gleichgeschlechtliche Paare.

## Deutschland 1870 bis 1945
Bis 1870 waren Juden aller deutschen Länder Deutsche jüdischen Glaubens geworden. Im 1871 gegründeten Deutschen Kaiserreich und in der 1919 gegründeten Weimarer Republik waren deutsche Juden in der Regel Mitglieder einer Synagoge und damit einer Körperschaft öffentlichen Rechts. Sie hatten das Recht, aus ihr auszutreten. Ausgetretene Juden („Dissidenten“) blieben Juden nach der Halacha, galten aber zivilrechtlich nicht mehr als Juden und verstanden sich meist auch nicht mehr als solche. Da der Begriff der Nation in Deutschland nicht nur politische Staatsbürgerschaft, sondern auch ethnische Zugehörigkeit umfasste, waren deutsche Juden einem erhöhten Anpassungsdruck ausgesetzt. Folglich verstanden liberale deutsche Juden das Judentum als reine Religion oder Konfession ohne Volkscharakter. Dies zeigt der Name Central-Verein deutscher Staatsbürger jüdischen Glaubens für die damals größte politische jüdische Organisation des Kaiserreichs. Aus demselben Grund lehnten die meisten Mitglieder dieses Vereins den Zionismus ab. Nur zugewanderte staatenlose Ostjuden verstanden sich als Angehörige einer nationalen, nichtdeutschen Minderheit auf deutschem Gebiet.
Im Kaiserreich definierten Gegner der jüdischen Emanzipation das Judentum mit zahllosen Texten zur „Judenfrage“ als Gegensatz zum Deutschtum. Nach Verlusten der Antisemitenparteien bei der Reichstagswahl 1912 radikalisierten sich die deutschen Nationalisten, etwa im Alldeutschen Verband. Dessen Vorsitzender Heinrich Claß behauptete in seiner Schrift Wenn ich der Kaiser wär, „jüdisch“ sei identisch mit „undeutsch“, alles „Undeutsche“ wiederum sei „jüdisch“. Mit dieser Tautologie erklärte er die Juden für alle Übel der deutschen Gesellschaft verantwortlich. Er forderte ihren völligen Ausschluss, ihre Entrechtung und Vertreibung. Die Frage „Wer ist Jude“ konnte er jedoch nicht beantworten, weil er keine Kriterien für die behauptete „jüdische Rasse“ hatte. Er zählte alle Angehörigen der jüdischen Religionsgemeinschaft ab dem willkürlich gewählten Stichtag 18. Januar 1871 und alle ihre Nachkommen dazu, auch solche mit nur einem jüdischen Großelternteil sowie zu anderen Religionen konvertierte Juden. Damit beeinflusste er den weiteren Rasse-Antisemitismus und die spätere „Judenpolitik“ stark.
Die Assimilation der deutschen Juden erschwerte es dem Nationalsozialismus erheblich, die Frage „Wer ist Jude“ ideologisch plausibel zu beantworten. Denn deutsche Juden verstanden sich ganz als Deutsche und ließen sich weder durch Körpermerkmale noch Lebensweise von anderen Deutschen unterscheiden. Daher erklärte die nationalsozialistische Propaganda sie mit riesigem Aufwand zu „Fremden“, „Anderen“, „Schädlingen“ und „Parasiten“ im „deutschen Volkskörper“. Schon in der Weimarer Republik erwies sich die Willkür der antisemitischen Ideologie: Nichtjuden mit jüdischen Namen, nichtjüdische Ehepartner und Anwälte von Juden wurden zu Juden erklärt, assimilierte Juden mit Ostjuden gleichgesetzt, ihre Namen, Sprache und Gesichter in Karikaturen verzerrt oder mit jüdisch klingenden Zusatznamen versehen.
Ab 1933 begann das NS-Regime, die angekündigte Ausgrenzung, Entrechtung und Verfolgung der deutschen Juden umzusetzen, um Deutschland „judenfrei“ zu machen. Zunächst unterschieden die Nationalsozialisten Deutsche, die sich 1933 zur jüdischen Religionsgemeinschaft zählten, von Deutschen jüdischer Herkunft, die sich davon gelöst hatten. Erstere nannten sie „Glaubensjuden“ oder „Volljuden mosaischen Glaubens“, letztere „Rassejuden“. Insgesamt umfasste diese Definition 1933 rund 800.000 Menschen, die im weiteren Verlauf der Judenverfolgung ausgesetzt waren.
Da Ehen von Juden mit Nichtjuden als Quelle der „Volksvergiftung“ galten, zielten die staatlichen Maßnahmen auf deren Auflösung. Die Nürnberger Gesetze von 1935 entzogen allen deutschen Juden die deutsche Staatsbürgerschaft, verboten Ehen und Sexualkontakte zwischen Juden und Nichtjuden und erklärten bestehende „Mischehen“ für nichtig. Damit hoben diese Gesetze die anfängliche Unterscheidung von „Glaubensjuden“ und „Rassejuden“ auf. Da die rassistische Definition unbestimmt blieb, ließen sich zum Beispiel „jüdische Autoren“ kaum sicher feststellen, um deren Schriften aus deutschen Bibliotheken zu verbannen.
Das NS-Regime bestritt allen jüdischen Institutionen das Recht, die Frage „Wer ist ein Jude“ nach eigenen Regeln zu beantworten, und jedem Staatsbürger das Recht, seine religiöse oder nichtreligiöse Identität selbst zu bestimmen. Demgemäß definierte und kategorisierte das Reichsbürgergesetz Juden pseudo-biologistisch nach dem Grad ihrer Abstammung von Vorfahren „jüdischer Rasse“. Da diese nicht definierbar war, richtete sich das fiktive Rasse-Kriterium nach dem Religionsstatus. Man unterschied „Volljuden“, „Geltungsjuden“, „Mischlinge 1. Grades“ und „2. Grades“. Damit wollte man möglichst alle Nachkommen aus Verbindungen zwischen Juden und Nichtjuden erfassen, ihre Identifikation und Ausgrenzung ermöglichen. Sie alle waren im weiteren Verlauf von Deportation und Ermordung bedroht; nur ein kleiner Bruchteil überlebte den Holocaust.

## Sowjetunion
In der Sowjetunion wurden Bürger nach Nationalitäten in Standesregister eingetragen. Die Kinder von Vätern mit dem Eintrag „jüdische Nationalität“ wurden ebenso eingetragen. Seit Deutschlands Überfall auf die Sowjetunion 1941 ließen viele sowjetische Juden sich und ihre Kinder im sowjetischen Pass als „russisch“ eintragen und „jüdisch“ streichen, um dem Holocaust zu entgehen.
In den 1950er Jahren gefährdete der Stalinismus die sowjetischen Juden mit widersprüchlichen ideologischen Kampagnen: In der Kampagne gegen „Kosmopolitismus“ galten sie als „wurzellose Kosmopoliten“, in der Kampagne gegen Nationalismus als „Zionisten“, in der „Ärzteverschwörung“ als Staatsfeinde. Terror, Justizmorde und Ausgrenzung von Juden aus Staatsämtern waren die Folge. Wegen dieser Verfolgung wanderten viele sowjetische oder russische Juden später nach Israel aus.

## Staat Israel
Die Israelische Unabhängigkeitserklärung von 1948 erklärt Israel zu einem Staat, der offen für Juden aller Welt ist. Das Rückkehrgesetz von 1950 gibt Juden und mit ihnen verwandten oder verheirateten Nichtjuden das sofortige Recht auf die israelische Staatsbürgerschaft. Es ließ aber offen, wer rechtlich als Jude gelten sollte. Im Einwanderungsrecht, Staatsbürgerrecht und Eherecht Israels wurde die Frage „Wer ist Jude“ daher immer wieder aufgeworfen.
Bei Israels Staatsgründung erhielten rabbinische Gerichte, die Frauen vom Richteramt ausschließen, das Entscheidungsrecht über Personenstand, Vollzug von Trauungen, Ehescheidungen und Registratur von Geburten. Orthodoxe Oberrabbinate stellen nach der Halacha fest, wer zur jüdischen Religion gehört. Streitfragen dazu entscheidet ein Rabbinatsgericht (Beth Din). Nichtorthodoxe Rabbiner dürfen in Israel keine religiösen Amtshandlungen (etwa Heiraten und Konversionen) vollziehen.
Israels Einwohnermeldeämter tragen Religion und Nationalität der eingewanderten Staatsbürger in deren Ausweisdokumente ein. Sie unterstellen regulär, dass religiös als Juden eingetragene Personen auch jüdischer Nationalität sind. In den 1950er Jahren verlangten jedoch immer mehr Bürger verschiedene Einträge, etwa „religionslos“ unter Religion, „Jude“ unter Nationalität (auch wenn die Mutter Nichtjüdin war), oder „Jude“ unter Religion, „ohne Nation“ unter Nationalität. Zudem wünschten viele nichtjüdische Mütter, bei Kindern ihres jüdischen Mannes die jüdische Nationalität einzutragen, obwohl sie nach der Halacha Nichtjuden waren. Sie und ihre Kinder sollten also staatlich-säkular als Juden anerkannt werden, aber in religiöser Hinsicht Nichtjuden bleiben.
Zehn Jahre lang ließen Israels Staatsbehörden Holocaustüberlebende mit nichtjüdischen Ehefrauen und Kindern einwandern und registrierten sie alle ohne Prüfung als Juden. Man wollte einwanderungswillige Familien rasch integrieren und ihnen keine bürokratischen Hürden in den Weg legen. 1957 lehnte ein Beamter, der zur nationalreligiösen Partei Mafdal gehörte, einen Einwanderungsantrag ab und forderte einen Beweis, dass die Mutter des Antragstellers Jüdin sei. Daraufhin erließ der damalige Innenminister Jisraʾel Bar Jehuda eine Direktive:

„An Individual who in good faith declares that he is a Jew, will be registered as a Jew, and no additional proof will be required.“

Er folgte damit der Rechtsauffassung des Juristen Chaim Cohn, die religiöse und säkulare Definition des Wortes „Jude“ könnten und müssten sich nicht immer decken. Zudem erlaubte die Direktive gemischten Elternpaaren, Religion und Nationalität ihrer Kinder selbst zu erklären. Orthodoxe Juden in Israel lehnten dieses Elternrecht als unvereinbar mit der Halacha ab. Sie fürchteten, es werde halachisch anerkannte und nichtanerkannte Juden in Lager spalten, interreligiöse Ehen legitimieren und halachische Ehen ausschließen. Nach einer Kabinettsdebatte ließ Premierminister David Ben-Gurion die Direktive nur um einen Satz ergänzen: Um sich als Jude in Israel einzutragen, könne man nicht Mitglied einer anderen Religion sein. Daraufhin traten zwei Minister der Mafdal zurück. Im Oktober 1958 sandte Ben Gurion die Anfrage „Wer ist Jude?“ an rund 50 jüdische Gelehrte in aller Welt und bat sie, Richtlinien zu formulieren, die für alle Richtungen des Judentums akzeptabel und mit Israels Souveränität, der Gewissens- und Religionsfreiheit seiner Bürger vereinbar seien. Er fragte sie gezielt, wie man Kinder registrieren solle, deren Vater jüdisch, deren Mutter nicht jüdisch sei, die aber beide einig über die Zuordnung ihrer Kinder seien. Die meisten Gelehrten meinten, ein Kind sei nur dann nach Religion und Nationalität als jüdisch einzutragen, wenn seine Mutter von Geburt an, nicht erst durch Konversion, Jüdin gewesen sei. Einige formulierten säkulare Kriterien für jüdische Nationalität, doch nur wenige bejahten ein Elternrecht, die Religionszugehörigkeit ihrer Kinder zu bestimmen. Daraufhin zog Ben Gurion die Direktive zurück. Nach Neuwahlen ernannte er ein Mafdal-Mitglied zum neuen Innenminister. Im Januar 1960 ordnete dieser die matrilineare Definition an. Jude sei:

„…one who was born to a jewish mother and did not belong to another religion, or who has converted according to Halacha.“

Das Rückkehrgesetz von 1958 schloss also Juden von der Einbürgerung aus, die zu einer anderen Religion übergetreten waren. Der gebürtige Jude, Holocaustüberlebende und Judenretter Daniel Rufeisen war vor seiner Einreise katholischer Priester geworden und erhielt darum keinen Eintrag als jüdischer Staatsbürger. Seine Rechtsklage dagegen gelangte 1962 vor Israels Oberstes Gericht. Obwohl Israels Oberrabbinat Rufeisen den Eintrag als Jude nach der Halacha gewähren wollte, urteilte das Gericht, man könne in Israel nicht Jude und praktizierender Katholik zugleich sein. Später wurde Rufeisen dennoch als Jude eingebürgert. Der Fall verstärkte die Debatte zur Frage „Wer ist Jude“ in Israel.
1968 wollte der Marineoffizier Benjamin Shalit mit einer Klage gegen Israels Innenministerium erreichen, dass seine zwei Kinder trotz ihrer nichtjüdischen Mutter im Pass unter Nationalität (hebr. leʾom) als „jüdisch“ eingetragen wurden. Das Oberste Gericht verschob eine Anhörung dazu und empfahl der Regierung, zuvor das Registrierungsgesetz zu ändern. Dies lehnte die Regierung ab. Daraufhin urteilten fünf der neun Richter im Januar 1970, die Registrierungsbehörde sei pflichtgebunden, den im guten Glauben gemachten Angaben des Antragstellers zu seiner Nationalität zu folgen, weil der Ausdruck leʾom in den Pässen eine säkulare Definition von Judesein zulasse. Das Urteil erstreckte sich nur auf das Registrierungsverfahren, nicht das Personenstandsrecht als solches. Darum galten Shalits Kinder nach dem von Rabbinatsgerichten kontrollierten Ehe- und Scheidungsrecht weiter als Nichtjuden.
Das neugefasste Rückkehrgesetz von 1970 definierte als Juden, „wer von einer jüdischen Mutter geboren oder konvertiert ist“, ohne Ziel und Regeln der Konversion festzulegen. Damit ließ es die Anerkennung nichtorthodoxer, vor der Einreise erfolgter Übertritte zum Judentum zu. Orthodoxe Juden in Israel verlangten daraufhin, „[konvertiert] nach der Halacha“ zu ergänzen. Sie sahen deren Fehlen im Gesetzestext als Abkehr von der Jahrtausende alten, bewährten Tradition des Judentums und als Freischein für Nichtjuden, sich ohne geregelte Konversion und authentische Prüfung zum Juden erklären zu lassen. Vertreter des Reformjudentums sahen den Zusatz als Diskriminierung oder Versuch, liberale Juden auszuschließen.
Ab 1970 erlaubte das Rückkehrgesetz allen Personen die Einwanderung, die mindestens einen jüdischen Großelternteil hatten. So konnten nichtjüdische Ehepartner, Kinder und Enkel von Juden und Jüdinnen israelische Staatsbürger werden und finanzielle Hilfen erhalten. Dies sollte vor allem das Einbürgern von in der Sowjetunion verfolgten Juden und ihren Familien erleichtern. Doch Israels Rabbinatsgerichte erkannten Personen, die in sowjetischen Pässen als „jüdisch“ eingetragen waren, nur bei jüdischen Müttern als Juden an. Nach dem Zerfall der Sowjetunion 1990 versuchten viele frühere Sowjetbürger mit gefälschten Ausweiseinträgen als Juden in Israel einzuwandern. Andere einreisewillige russische Juden konnten ihre jüdische Abstammung nicht beweisen, weil ihre Vorfahren den Eintrag „jüdisch“ aus den Pässen hatten streichen lassen. Darum wurde erneut eine Änderung des Rückkehrgesetzes verlangt.
Ehen können in Israel nur nach den Regeln der 14 staatlich anerkannten Bekenntnisgemeinschaften unter Aufsicht von deren Autoritäten geschlossen werden. Viele davon erlauben keine bekenntnisgemischten Ehen, auch nicht zwischen anerkannten Juden und konfessionslosen Israelis mit jüdischen Vätern. Daher konnten nach einer Schätzung von 2016 rund 660.000 Staatsbürger Israels nicht in Israel heiraten und mussten dazu ins Ausland reisen, etwa in die nahegelegene Republik Zypern.
2008 lehnte ein Rabbinatsgericht den Scheidungsantrag einer zum Judentum konvertierten Frau ab, erklärte ihre Ehe und ihren Übertritt für ungültig, weil sie sich danach nicht an jüdische Gebote gehalten habe. Das Oberrabbinat bestätigte, dass Konvertiten, die keinen orthodoxen Lebenswandel führen, lebenslang rückwirkend zu Nichtjuden erklärt werden könnten. Zudem erklärte es den prominenten nationalreligiösen Rabbiner Chaim Druckman, der den Übertritt jener Frau begleitet hatte, für unwürdig und damit sämtliche von ihm durchgeführte Konversionen nach der Halacha für nichtig. Er hatte als Leiter der staatlichen Übertrittsbehörde vor allem ehemaligen sowjetischen Juden eine pragmatische, jedoch orthodoxe Konversion und damit die Einwanderung ermöglicht. Das Urteil stellte tausende Übertritte von Frauen und den Status ihrer Nachkommen in Frage: Sie wären bei annullierten Übertritten Nichtjuden geworden und hätten ihr Heiratsrecht in Israel verloren. Dahinter stand ein Machtkampf zwischen nationalreligiösen und ultraorthodoxen Rabbinern, die den Staat Israel zum Teil nicht anerkennen, um die Kontrolle der Übertritte. Darum forderte der damalige Mafdal-Vorsitzende Sebulon Orlew ein neues staatliches Konversionsgericht aus staatsloyalen Richtern.
Wie eine jüdische Mutter bei einer Eizellspende feststellbar ist, wurde unter Rabbinern lange diskutiert. 2010 beschloss die Knesset ein Gesetz, das die Empfängerin, nicht die Spenderin der Eizelle rechtlich als Mutter definiert. Bei Leihmutterschaft müssen Leihmutter und Auftragsmutter der gleichen Religion angehören. So sicherte das Gesetz die Kontinuität der matrilinearen Stammlinie von Juden.
2011 erlaubte ein Bezirksgericht dem prominenten Israeli Yoram Kaniuk, den Eintrag in seinem Pass unter Religion von „jüdisch“ auf „ohne Religion“ zu ändern. Viele Israelis folgten Kaniuks Beispiel. Arabische Israelis hofften, das Urteil werde die mit Religion getränkte jüdische Identität des Staates Israel säkularisieren. 2013 wollte der Linguist Uzi Ornan seinen Passeintrag unter Nationalität von „jüdisch“ auf „israelisch“ ändern lassen. Israels Oberstes Gericht lehnte den Antrag jedoch ab, da das Merkmal „israelisch“ nicht juristisch festgelegt sei. Der Diasporajude Gershom Gorenberg meinte, wirkliche Gewissensfreiheit sei erst erreichbar, wenn der Staat die religiöse und nationale Identität seiner Bürger gar nicht mehr registriere.

## Deutschland ab 1945

### Jüdische Gemeinden und Verbände
Juden, die den Holocaust überlebt hatten und in Deutschland bleiben wollten, gründeten bald nach Kriegsende 1945 jüdische Gemeinden neu und knüpften dabei an die vor der NS-Zeit in Deutschland übliche Form der Einheitsgemeinde an. Die rund 80 bis 2006 entstandenen Gemeinden vertreten etwa 95 Prozent aller jüdischen Gemeindemitglieder. Ihr Dachverband ist der Zentralrat der Juden in Deutschland. Die übrigen fünf Prozent verteilen sich auf Kulturvereine und einige nichtorthodoxe Gemeinden. Diese sehen sich im Zentralrat nicht repräsentiert, weil dieser die überkonfessionell konzipierte Einheitsgemeinde als orthodoxe Einheit interpretiert.
Infolge der jüdischen Zuwanderer aus der früheren Sowjetunion repräsentierten die Einheitsgemeinden ab 1990 nicht mehr alle Juden. Aus Konflikten um vollberechtigte Mitgliedschaften von Frauen und anderen Streitfragen gingen zwei neue Verbände hervor: die Orthodoxe Rabbinerkonferenz (ORK, gegründet April 2003) und die Allgemeine Rabbinerkonferenz (ARK, gegründet Februar 2005). Beide bildeten autonome und gleichberechtigte Rabbinatsgerichte. Im März 2005 schlossen sie sich unter dem Dach des Zentralrats in der Deutschen Rabbinerkonferenz (DRK) zusammen. Nach dem ersten satzungsgemäßen Vorsitzwechsel von der ARK zur ORK (2006) kam es zu keiner neuen Vorstandswahl mehr. Ein Grund dafür war die Uneinigkeit der beiden Verbände zur Frage „Wer ist Jude“.

### Jüdische Zuwanderer
1990 hatten die jüdischen Gemeinden in Deutschland zusammen rund 30.000 Mitglieder. Bis Ende 2006 wanderten knapp 227.000 Juden, Menschen jüdischer Herkunft und mit jüdischer Verwandtschaft in Deutschland ein. Dies veränderte die etablierten Gemeinden nachhaltig. Die Zuwanderer aus den Nachfolgestaaten der Sowjetunion erhielten zunächst einen ähnlichen Status wie anerkannte Asylberechtigte.
Von 1991 bis Ende 2004 durften sogenannte Kontingentflüchtlinge auf der Basis des sowjetischen Nationalitätengesetzes einwandern, das Juden als Personen mit patrilinear geerbter jüdischer Nationalität definiert hatte. Antragsteller mussten ihre jüdische Identität mit sowjetischen Personenstandsdokumenten nachweisen. Die Bundesregierung erwartete von ihrer Aufnahme eine Wiederbelebung der jüdischen Gemeinden und der deutsch-jüdischen Kultur, unterschied sie also kulturell-religiös von der übrigen Bevölkerung. Doch die meisten dieser Zuwanderer verstanden sich als Angehörige des jüdischen Volks, nicht der jüdischen Religion. Dies widersprach dem Selbstverständnis sowohl der liberalen als auch der orthodoxen deutschen Juden. Für deren Gemeinden galten die Kontingentflüchtlinge wegen der halachisch-matrilinearen Definition zunächst nicht als Juden. Dennoch traten etwa 100.000 jüdische Kontingentflüchtlinge bis 2003 in jüdische Gemeinden in Deutschland ein. Das im Jahr 2000 reformierte deutsche Staatsangehörigkeitsrecht erleichterte ihnen und ihren Kindern die Einbürgerung.
Seit 2005 verlangt das Zuwanderungsgesetz neben dem Nachweis einer jüdischen Herkunft auch deutsche Sprachkenntnisse, die Befähigung zum Erwerb des eigenen Lebensunterhalts und die Aufnahmebereitschaft einer jüdischen Gemeinde. Damit beschränkte die Bundesregierung den Zuzug früherer sowjetischer Juden auf die, die jüdische Gemeinden in Deutschland als Juden anerkennen. Daraufhin nahm die Zahl jüdischer Zuwanderer in Deutschland stark ab.

### „Vaterjuden“
1995 prägte Catharina Irma Dessaur den Ausdruck „Vaterjuden“ für Menschen, die einen jüdischen Vater und eine nichtjüdische Mutter haben und daher nach der Halacha als Nichtjuden gelten. Die Betroffenen bezeichnen sich jedoch nur selten als „Vaterjuden“, da dieser Ausdruck einen Mangel an Judesein unterstellt. Sie bildeten bisher auch keine eigene Organisation in Deutschland. Seit 2008 versucht der Verein doppel:halb – vaterjüdisch*mixed families Gespräche zwischen Menschen mit einem jüdischen und einem nichtjüdischen Elternteil anzuregen und ihre besondere Problematik bekannter zu machen.
Die Soziologin Ruth Zeifert ermittelte aus den Daten des statistischen Bundesamts, dass etwa ein Drittel der bis 2010 in Deutschland geborenen Kinder jüdischer Väter keine jüdische Mutter haben. Der Rabbiner Heinrich Olmer belegte in seiner Dissertation von 2010 zum Thema „Wer ist Jude?“, dass die patrilineare Abstammung von Juden in der Bibel, die matrilineare Abstammung erst in rabbinischen Schriften wie Mischna und Talmud verankert ist. Er plädierte dafür, beide Abstammungslinien gleichrangig gelten zu lassen: Nur so könne die Zukunft der jüdischen Gemeinschaft in der Diaspora gesichert werden. Denn diese sei von religiöser Vielfalt und zunehmender Säkularisation herausgefordert. Vor allem sei sie demografisch gefährdet, etwa durch die niedrige Geburtenrate und hohe Rate interreligiöser Ehen. Allein durch letztere verliere die jüdische Gemeinschaft in Deutschland jährlich mehr als 50.000 Mitglieder. Olmers Publikation verstärkte die Debatte zum Selbstverständnis und Status von „Vaterjuden“ und zum Umgang der jüdischen Gemeinden und Verbände in Deutschland mit ihnen.
2012 richtete der Verein doppel:halb mit Partnern die Konferenz Hybride jüdische Identitäten? Gemischte Familien und patrilineare Juden an der Universität Zürich aus. Die Beteiligten stellten traditionelle Definitionen von Judesein in Frage, um Identitäten sichtbar zu machen, die sich nicht eindeutig Juden oder Nichtjuden zuordnen lassen. Besonders „Vaterjuden“ erlebten oft eine doppelte Ausgrenzung: Für Nichtjuden seien sie Juden genug, um Antisemitismus zu erfahren, für Juden seien sie Nichtjuden und erhielten daher keinen Zugang zum religiös-kulturellen Gemeindeleben. Die Journalistin Esther Schapira formulierte dieses Paradox so: „Jüdisch genug für die Nazis, aber nicht für die jüdische Gemeinde.“
Infolge der Debatte erklärte die ARK 2015, „dass auch die Kinder jüdischer Väter sera jisraʾel (hebräisch זֶרַע יִשְׂרָאֵל ‚Same Israels‘) sind und in das Judentum eingebunden werden müssen.“ Das Rabbinergericht der ARK erlaubt übertrittswilligen „Vaterjuden“, die in einer jüdischen Familie aufwuchsen und ein jüdisches Selbstverständnis mitbringen, eine vereinfachte Konversion; auch dann, wenn sie wiederum einen nichtjüdischen Partner haben. Das Angebot richtet sich vor allem an Nachkommen aus interreligiösen Ehen, die orthodoxe Gemeinden als Nichtjuden sehen und daher nicht aufnehmen. Die meisten Kandidaten haben keinen familiären jüdischen Hintergrund. Sie beantragen häufiger Übertritte bei nichtorthodoxen Rabbinern, weil unter diesen auch Konvertiten sind. Diese verlangen von nicht jüdisch sozialisierten Übertrittskandidaten unter anderem das Erlernen der hebräischen Sprache, Teilnahme an Religionsunterricht und Gottesdiensten. Sie prüfen jeden Kandidaten individuell. Einige liberale Gemeinden bieten „Vaterjuden“ eine Fördermitgliedschaft an, um ihnen auch ohne halachische Konversion Zugang zum Gemeindeleben zu ermöglichen, so die Gemeinde Beth Shalom (München). Die ORK besteht dagegen auf einer vollen halachischen Konversion nach einem ähnlichen Verfahren wie für Nichtjuden und Andersgläubige.
Für Meron Mendel, Leiter der Bildungsstätte Anne Frank, sprechen historische und empirische Tatsachen gegen den Ausschluss von „Vaterjuden“: Das hebräische Wort „Halacha“ bedeutet „Wandel, Weg“ und verweist darauf, dass jüdische Toragebote veränderten Realitäten angepasst wurden. Vor 1933 war gerade das deutsche Judentum für seinen Liberalismus und Pluralismus bekannt. Die Nationalsozialisten verfolgten Vater- und Mutterjuden gleichermaßen. Unter Heinz Galinski hatte sich der Zentralrat ab 1990 selbst für die Aufnahme jüdischer Kontingentflüchtlinge aus der früheren Sowjetunion eingesetzt. Die „Vaterjuden“ darunter lehnten eine Konversion meist ab, da sie schon lebenslang Juden waren. Die meisten deutschen Juden leben selbst nicht streng nach der Halacha. Mit dem Ausschluss der Kinder von „Vaterjuden“ verzichten die jüdischen Gemeinden auf einen Großteil des jüdischen Nachwuchses. Diese Kinder dürfen nicht an Feriencamps der Zentralwohlfahrtsstelle der Juden in Deutschland teilnehmen, Jugendzentren der meisten Gemeinden nicht besuchen und ihre Bar Mitzwa nicht in der Synagoge feiern.

## Aktuelle Debatten um jüdische Identität

### Maxim Biller versus Max Czollek (2021)
Infolge der historischen und demografischen Umbrüche wird die Frage „Wer ist Jude“ bzw. „Was ist jüdische Identität“ unter Juden und Nichtjuden in Deutschland öfter erneut diskutiert. Dabei treten jüngere Kulturschaffende besonders hervor, darunter Max Czollek, Mirna Funk, Dmitrij Kapitelman und andere. Sie beanspruchen eine selbstbestimmte jüdische Identität, lehnen es ab, sich einem jüdischen Opferkollektiv zuzuordnen, und positionieren sich offensiv gegen Antisemitismus und Rechtsextremismus.
Im Juli 2021 gab Max Czollek in einem Tweet bekannt, der jüdische Schriftsteller Maxim Biller halte ihn nicht für einen Juden; man solle daher eventuell über innerjüdische Diskriminierung sprechen. Im August 2021 bestätigte Biller das Gespräch und griff Czollek nun auch öffentlich scharf an: Er rede als einer der „Faschings- und Meinungsjuden den linken Deutschen nach dem Mund“. Er sei als Enkel eines jüdischen Großvaters kein echter Jude, sondern baue nur jüdische Episoden und Leitmotive in seine nichtjüdische Biografie ein, fast wie Binjamin Wilkomirski, der sich als Holocaustüberlebender ausgegeben hatte.
Daraus entstand eine breite Debatte, ob die Halacharegeln noch zeitgemäß seien und wer im öffentlichen Diskurs eine jüdische Sprecherposition einnehmen dürfe, denn die Nürnberger Gesetze des NS-Regimes hatten auch Personen mit nur einem jüdischen Großvater als Juden definiert und der Verfolgung ausgesetzt. Max Czolleks Großvater Walter Czollek hatte das KZ Dachau überlebt.
Zentralratspräsident Josef Schuster betonte, Czolleks Berufung auf seinen Großvater könne die Halacharegeln nicht aufheben. Wer sein öffentliches Wirken mit der Zugehörigkeit zum Judentum legitimiere, solle aufrichtig sein und mit der jüdischen Religion nicht wie mit einem Modetrend umgehen. Mirna Funk warf Czollek vor, er habe sein Judesein biografisch nur vorgetäuscht und seine nichtjüdische Herkunft verschleiert. Czollek wies das zurück: Er habe nie öffentlich oder privat behauptet, dass seine Mutter jüdisch sei. Die Debatte über Pluralität im Judentum sei fortzusetzen.
In einem Streitgespräch mit Josef Schuster bekräftigte Meron Mendel: Das Judentum sei vielfältig, nicht zentral gelenkt und habe eine lebendige Streitkultur. Er verwies auf liberale deutsche Rabbiner, die „Vaterjuden“ als Juden anerkennen. Auch erfahrener antisemitischer Hass könne ein Identitätsmerkmal sein, das Menschen mit der jüdischen Gemeinschaft verbindet. Der Vorwurf, sie verschafften sich mit dieser Identität Vorteile, sei unzulässig. – Schuster bekräftigte die halachische Definition von Juden und die Autorität der Rabbinate, deren Konsens der Zentralrat folgen müsse. Dass Czollek seinen jüdischen Hintergrund darstelle und wichtige Debattenimpulse gebe, sei kein Problem. Dass er sich als Jude bezeichne, sei jedoch falsch und ein „Segeln unter falscher Flagge“. Der Zentralrat habe keine Vorbehalte gegen „Vaterjuden“ und deren Nachkommen. Schuster befürwortete einfachere Konversionsverfahren der Rabbiner für sie und fand dafür Mendels Zustimmung. Eine freie Wahl des Judeseins sei aber auf Dauer nicht zu erwarten und für den Zusammenhalt des Judentums auch nicht förderlich.
Für den Autor Tuvia Tenenbom entschied bereits die biblische Konvertitin Rut die Frage „Wer ist Jude?“ mit den Worten (Rut 1,16 ):

„Wohin du gehst, dahin gehe auch ich, und wo du bleibst, da bleibe auch ich. Dein Volk ist mein Volk und dein Gott ist mein Gott. Wo du stirbst, da sterbe auch ich, da will ich begraben sein.“

Demnach sei jede Person Jude oder Jüdin, die sich mit dem jüdischen Volk, seinem Glauben und seinen Gebräuchen identifiziere und sich öffentlich dazu bekenne. Deutsche, die sich als Juden darstellten, identifizierten sich dagegen oft eher mit den Palästinensern und belehrten Juden, obwohl sie Enkel von Judenhassern seien. Doch das Bekenntnis zum Judentum diene nicht dazu, psychologische Probleme von Deutschen mit ihren Großeltern zu lösen. Keine orthodoxe oder nichtorthodoxe Konversion und Konfession mache einen zum Juden, sondern eine mit anderen Juden geteilte Identität und Geschichte, ein gemeinsames Schicksal.
In einem offenen Brief solidarisierten sich 278 jüdische und nichtjüdische Kulturschaffende mit Czollek. Sie sahen die Angriffe auf seine jüdische Identität als haltlosen, verleumderischen Vorwand politisch rechtsgerichteter Gegner, „einen engagierten Befürworter einer pluralistischen Gesellschaft zu diskreditieren“, um seinen Einsatz für Antifaschismus und Diversität in Deutschland zum Schweigen zu bringen. Auch für den Museumsleiter Hanno Loewy zeigten die Angriffe, dass viele Angreifer eigentlich Czolleks Positionen ablehnten und diese zu delegitimieren versuchten, indem sie ihn als Lügner und Täuscher darstellten. Erica Zingher erinnerte daran, dass die Zuwanderung früherer verfolgter Juden ohne Nachweis jüdischer Vorfahren von Bundesregierungen und Zentralrat gewollt und daraus vor 30 Jahren ein Konflikt vieler Zuwanderer mit den jüdischen Institutionen in Deutschland entstanden war. Diesen Problemkern verfehlten die meisten auf Czolleks Familienverhältnisse fixierten Debattenbeiträge.

### Deborah Feldman (ab 2023)
Die US-amerikanische Jüdin Deborah Feldman wurde mit ihrer Autobiografie Unorthodox (2012) bekannt und lebt seit 2014 in Deutschland. In ihrem Werk Judenfetisch (2023) sprach sie den meisten deutschen Juden, vor allem Einwanderern aus der früheren Sowjetunion und Konvertiten, das Judesein ab. Seit dem Terrorangriff der Hamas auf Israel 2023 griff sie reihenweise prominente deutsche Juden in Internetposts an, rief ihre Follower zum Zusenden kompromittierenden Materials über sie auf und streute Gerüchte über deren angeblich vorgespielte jüdische Identität. Ihre Angriffe zielten vor allem auf öffentlich gegen Antisemitismus engagierte und mit Israel solidarische Juden, darunter die Sprecherin der WerteInitiative Anna Staroselski, die JSUD-Präsidentin Hanna Veiler, die Autorin Mirna Funk, die Publizistin Sarah Cohen-Fantl und den Pianisten Igor Levit. Im Februar 2024 kritisierte Philipp Peyman Engel, Chefredakteur der Zeitung Jüdische Allgemeine, diese Angriffe als „Selbstdemontage einer einstmals geachteten Schriftstellerin in Echtzeit“, getrieben von Menschenhass.
Im April 2025 unterstellte Feldman in mehreren Internetposts, Engel sei nur ein „Kostümjude“. Nach einer Unterlassungsforderung von Engels Anwalt löschte sie die Posts. In ihrem Artikel „Die Deutsche Lebenslüge“ vom 19. Mai 2025, erschienen in der neuen „Weltbühne“ des Verlegers Holger Friedrich, verdächtigte sie Engel erneut, verglich ihn mit dem Hochstapler Fabian Wolff und behauptete, laut Aussagen von Verwandten habe Engels Familie, auch seine Mutter, im Iran zum Bahaitum gehört. In dieses waren viele persische Juden offiziell übergetreten, um antisemitischer Diskriminierung zu entgehen. Mehrere jüdische Gemeinden in Deutschland und der Schweiz, die deutsche ORK und die Europäische Rabbinerkonferenz belegten daraufhin mit Zertifikaten, dass Engel und seine Mutter nach der Halacha von Geburt an Juden waren und sind. Der Zentralrat der Juden in Deutschland, die WerteInitiative und der Verband Jüdischer Journalistinnen und Journalisten wiesen Feldmans Angaben als „unwahre Behauptungen“ zurück.
In der Mediendebatte dazu kritisierten fast alle Kommentatoren Feldmans Artikel und stuften ihre Angaben als „Rufmord“, „persönlich motivierten Feldzug“, „üble Nachrede“, „nachweislich die Unwahrheit“, „hinterhältig“, „offenkundig politisch motiviert“, „Gerüchte“ mit Schädigungsabsicht oder Versuch zur „Delegitimierung über genealogische Zweifel“ ein.Einige verwiesen darauf, dass Feldman ihre angeblichen Quellen auf Nachfragen nicht offenlegen wollte und in ihrer Autobiografie selbst laut Kritikern „manches ausgelassen, vereinfacht, übertrieben erzählt“ habe. Der Historiker Michael Wolffsohn fragte, ob Feldman dem „Ariernachweis“ der Nazis eine „Nachweispflicht für Juden“ folgen lassen wolle.